# 코믹 무크
코믹 무크(Comic Mook)는 청강문화산업대학 만화창작과와 만화전문 출판사 거북이북스가 공동으로 참여한 비정기 만화 무크지이다. 기획의도에서 '리스크는 최대한 줄이고 시장을 향한 적극적인 자세를 견지한 만화 실험'을 표방하였다. 2008년 3월까지 총 3권이 나왔으며 3월 중으로 《코믹 무크 04 유혹》이 나올 예정이다.

## 역대 출간 《코믹 무크》 시리즈
- 《코믹 무크 01 밥》 2006년 5월 23일 발행 ISBN 8995707410
  - 수록 만화
    - 《뭐 먹을래?》: 석정현
    - 《NANANI DIET CLINIC》: 정철
    - 《맘마》: 문흥미
    - 《할머니 이야기》: 홍윤표
    - 《밥, 밥벌레(食蟲)》: 모해규
    - 《숟가락님이 보고 계셔》: 박무직
    - 《철망바닥》: 최호철
      - 이 만화는 혼자 살던 초등학생이 자신이 키우던 개에게 물려 죽은 실화[2]를 토대로 하고 있다.

    - 《나는 왜 맛이 갔는가》: 윤태호
    - 《BOB》: 박순구
    - 《어떤 여름날》: 이정호
    - 《밥, 장모씨의 경우》: 장경섭
    - 《작업의 정석》: 이태경
    - 《Bob 전설》: 삼박자
    - 《벼 이삭을 품는 소녀》: 정용연
    - CK CREATIVE
      - 《단란가정》: 황지현 (청강대 만화창작과 04학번)
      - 《밥찾기 사다리》: 정득묵 (청강대 만화창작과 00학번)
      - 《L'Absinthe》: 이민 (청강대 만화창작과 05학번)
      - 《즐거운 청강 생활이여》: 앙꼬 (청강대 만화학과 02학번)

  - 수록 칼럼
    - 《최호철 그의 작품》: 박인하
    - 《캡콜드의 색다른 만화 요리》: 김낙호
    - 《밥 먹듯 읽는 만화 독서론》: 김낙호
- 《코믹 무크 02 에로틱》 2007년 1월 25일 발매 19세 미만 구독 불가 ISBN 8992479034
  - 수록 만화
    - 《안 꼴리냐?》: 석정현
    - 《선생님》: 이유정
    - 《L.O.Tique》: 홍윤표
    - 《Nameless》: 나예리
    - 《숟가락님이 보고 계셔 2》: 박무직
    - 《그 여자는 거기 없었다》: 채민
    - 《동물의 왕국》: 김용회
    - 《섹시한 남자》: 최규석
    - 《맘에 들어》: 송태욱
    - 《완전 변태》: 한혜연
    - 《흔적》: 조관제
    - 《한 번도 못해 본 남자》: 김병수
    - CK CREATIVE: 전진석/이나래, 편현아, 김지혜

  - 수록 칼럼
    - 《에로틱 걸작 리뷰》: 박인하
    - 《에로틱 칼럼》: 김낙호
- 《코믹 무크 03 거짓말》 2007년 9월 19일 발행 ISBN 9788992479134
  - 수록 만화
  - 《바보 같은 너》: 토마
  - 《J의 거짓말》: 김진태
  - 《From Me, From You》: 조아영
  - 《뱀의 거짓말》: 임광묵
  - 《Butterflies》: 한혜연
  - 《꽃물》: 톰톰
  - 《아빠의 로또》: 최덕규
  - 《당신만을 사랑해》: 나병재
  - 《사라지는 아이》: 정철
  - 《가정방문》: 손정택
  - 《아가씨》: 윤희
  - 《날 수 있어요》: 이창엽
  - 《Sentimental 거짓말》: 오세형
- 《코믹 무크 04 유혹》 2009년 2월 25일 발행 ISBN 9788992479516
  - 수록 만화
  - 《표정짓는 마음》: 톰톰
  - 《도로시의 제안》: 한혜연
  - 《유혹》: 윤태호
  - 《참을 수 없는 영남씨》: 김의정
  - 《연애담》: 박설아
  - 《My Little, little, little》: 정기림, 도짱
  - 《지중해 스타일의 아이보리 색 파랑새 커튼》: 기선
  - 《나방》: 조주희
  - 《아카시아》: 이종규, 윤효승
  - 《별》: 박재현
  - 《시드 비셔스 & 낸시 스펑겐》: 조문주